# Odzala-Kokoua Nationalpark
Odzala-Kokoua Nationalpark (eller Odzala Nationalpark) er en nationalpark i Republikken Congo. Parken blev først beskyttet i 1935, erklæret et biosfærereservat i 1977 og fik officiel betegnelse ved præsidentielt dekret i 2001. Odzala-Kokoua har cirka 100 arter af pattedyr og en af kontinentets mest forskelligartede populationer af primater. NGO-organisationen African Parks har siden 2010 administreret parken i samarbejde med Ministeriet for Skovøkonomi, Bæredygtig Udvikling og Miljø i Republikken Congo.

## Beskrivelse
Odzala-Kokoua er et cirka 13.500 km2 nationalpark og biosfærereservat i den nordvestlige Republik Congo, etableret i 1935. Parken har bevaret gammel regnskov og varierende terræn, der spænder fra 350 meter høje bakker til tæt jungle og talrige lysninger. Odzala-Kokoua har tør skov, savanne og regnskovsøkosystemer.

## Historie og turisme
Odzala-Kokoua er en af Afrikas ældste nationalparker. Den blev første gang beskyttet i 1935 og fik officiel betegnelse ved præsidentielt dekret fra Denis Sassou Nguesso i 2001. Parken blev udpeget som et biosfærereservat i 1977 og administreret siden 1992 med finansiel bistand fra Conservation and Rational Utilization of Forest Ecosystems in Central Africa (ECOFAC), et EU-sponsoreret program, der etablerer en ramme for bevarelse af regnskove i regionen. Bevaringsindsatsen var begrænset under Borgerkrigen i Congo (1997-99). Odzala-Kokoua blev forsømt i årevis omkring tidspunktet for ebola-udbruddene og led under kraftig krybskytteri. Turismen var begrænset indtil for nylig, med kun 50 turister, der besøgte Odzala-Kokoua i 2011.
African Parks overtog administrationen af parken i 2010, som en del af en 25-årig aftale med Ministeriet for Skov og Bæredygtig Udvikling i Republikken Congo. I 2013 indgik African Parks, United States Fish and Wildlife Service, Wildlife Conservation Society (WCS) og WWF Verdensnaturfonden en femårig aftale på 10 millioner dollars om at samarbejde omkring at bevare Odzala-Kokoua og Sangha Trinational. WCS har støttet regeringens forvaltning og bevarelse af Odzala-Kokoua og andre nationalparker siden begyndelsen af 1990'erne. African Parks indledte Congos første amnestiprogram for skydevåben i 2013, der tilbød krybskytter stillinger som parkvagter i bytte for våben og efterretninger.
Ifølge CNN var der 76 vagter, der patruljerede Odzala-Kokoua i begyndelsen af 2014. To belgiske hunde blev trænet til at opdage elfenben og dyrekød i 2014 i et forsøg på at reducere krybskytteriet. På trods af at den havde nationalparkstatus, som skulle beskytte mod minedrift, rapporterede det uafhængige medie Mongabay i 2016, at nogle minedriftstilladelser udstedt af regeringen tillod mineraludvinding i dele af Odzala-Kokoua.
Odzala-Kokoua åbnede for turistbesøg i august 2012. Selskabet Wilderness Safaris investerede i forbedringer af infrastrukturen, opførte to luksuslodges og gav yderligere uddannelse til guider og rangers. Logerne tog seks år at blive fuldt operationelle og modtog støtte fra filantropen Sabine Plattner, hustru til den tyske forretningsmand Hasso Plattner. Virksomhedens driftskontrakt sluttede i 2015, og lejrene er siden blevet drevet direkte af Congo Conservation Company, som Sabine Plattner etablerede og finansierer.

## Flora og fauna
Odzala-Kokoua er hjemsted for cirka 4.500 plante- og træarter.

### Pattedyr
Parken har cirka 100 arter af pattedyr,   og en af kontinentets mest forskelligartede primatpopulationer. Odzala-Kokoua var engang hjemsted for næsten 20.000 gorillaer. Men i løbet af 2002-2005 dræbte en række udbrud af ebolavirus 70-95% af parkens population. I 2005 dræbte ebola cirka 5.000 gorillaer inden for et område på 2.700 km2 af parken ifølge United States Fish and Wildlife Service. Antallet af gorillaer i Odzala-Kokoua er siden steget efter bestræbelser fra bevaringsorganisationer og mindst én turistvirksomhed for at bevare og rehabilitere parken.
En undersøgelse af dagaktive primater, udført i midten af 1990'erne, viste betydelige abepopulationer i Republikken Congos skovregion. Der var den vestlige lavlandsgorilla og chimpanse, samt otte arter af aber. Antallet af gorilla-reder var højest i parkens åbne baldakin Marantaceae-skov; Chimpansereder var mest udbredt i primære skove med lukket krone. Alle abearter blev fundet i skovens tætteste områder.
Resultaterne af en undersøgelse udført i lysninger i den nordlige del af parken, offentliggjort i 1998, viste tilstedeværelsen af tretten store pattedyr, hvoraf de hyppigste var bongo, bøffel, afrikansk elefant, skovsvin, kæmpe skovsvin, gorilla, og sitatunga. Andre registrerede pattedyrarter omfatter zibetkat afrikansk skovelefant, abearten colobus guereza og almindelig chimpanse. Krybskytteri er blevet tilskrevet parkens nedgang i elefantbestanden. Undersøgelser af Odzala-Kokouas afrikanske skovelefantbestand skønnede cirka 18.200 i år 2000 og 13.500 i 2005. Der var cirka 9.600 elefanter i 2014.
Der var i 2007 en stor bestand af den plettede hyæne i parkens savanneområde. I 2013 blev løven betragtet som lokalt uddød, da arten ikke havde været registreret i femten år.  Undersøgelsesresultater offentliggjort i 2014 afslørede fraværet af løver, men mindst 46 hyæner blev registreret i parkens savanne -økosystem. Også afrikansk guldkat, leopard og serval blev registreret. Nedgangen i bestanden af løve og plettede hyæner menes at være forårsaget af overudnyttelse. Antilopearter omfatter hvidbrynet dykkerantilope, sortpandet dykkerantilope, sortrumpet dykkerantilope og hvidbuget dykkerantilope.
Flere forfattere bemærkede vigtigheden af skovlysninger for parkens pattedyrpopulationer.

### Fugle
Der er registreret omkring 440 fuglearter i parken.

### Krybdyr, padder, fisk og insekter
Krokodiller, firben og frøer lever i Odzala-Kokoua. En undersøgelse offentliggjort i fagmagasinet Zootaxa i 2010 rapporterede tilstedeværelsen af elleve arter af Petrocephalus (fisk). Distichodontid (fiskeart)Hemigrammocharax rubensteini, beskrevet i 2013, er blevet registreret i parken. Odzala-Kokoua er hjemsted for en række insektarter, herunder myrer, bier, sommerfugle og termitter.